# 雀斑叉鰾石首魚
雀斑叉鰾石首魚為輻鰭魚綱鱸形目鱸亞目石首魚科的其中一種，分布東太平洋的秘魯海域，棲息在沿海海域。